# Bainet (gemeente)
Bainet (Haïtiaans-Creools: Benè) is een stad en gemeente in Haïti met 87.000 inwoners. De plaats ligt aan de kust, 23 km ten westen van de stad Jacmel. Het is de hoofdplaats van het gelijknamige arrondissement in het departement Sud-Est.
Er wordt koffie, fruit en sisal verbouwd. In de buurt ligt Kaap Bainet.

## Indeling
De gemeente bestaat uit de volgende sections communales:
| Nr. | Naam                | Km²   | Inw.2015 |
| --- | ------------------- | ----- | -------- |
| 1   | Brésilienne         | 41,73 | 10.985   |
| 2   | Trou Mahot          | 34,77 | 10.132   |
| 3   | La Vallée de Bainet | 28,55 | 10.499   |
| 4   | Haut Grandou        | 19,34 | 5.168    |
| 5   | Bas de Grandou      | 44,86 | 15.650   |
| 6   | Bas de Lacroix      | 8,52  | 1.886    |
| 7   | Bras Gauche         | 19,43 | 4.826    |
| 8   | Oranger             | 26,79 | 8.610    |
| 9   | Bas des Gris Gris   | 76,61 | 18.999   |